# パトゥ (バンド)
パトゥ（Patto）は、1970年にロンドンで結成されたイングランドのプログレッシブ・ロック・バンドである。
ボーカリストのマイク・パトゥによって、タイムボックスで同僚だった、ボーカリストのパトゥ、ギタリストでヴィブラフォン奏者のオリー・ハルソール、ベーシストのクライヴ・グリフィス、ドラマーのジョン・ハルシーというラインナップで結成された。

## 初期（タイムボックス時代）とシングル
タイムボックスは、The Bo Street Runners、Patto's People、Chicago Blue Lineのメンバーを含む、複雑なメンバー構成から形成されていた。このソウル・サイケ・ポップ・コンボは、パイ・レコード傘下のレーベル、ピカデリーからシングル2枚を発表し、1967年にはデッカ・レコード傘下のデラム・レコードと契約した。そして、1967年から1969年の間にデラムのために5枚のシングルを録音し、『Noise at Nine』『Stuart Henry on Sunday』『Jimmy Young』といったBBCのラジオ・ショーに登場した。キーボード奏者のクリス・ホームズが最後のシングルをリリースした後に脱退し、彼らはプログレッシブ・ロックの実験を始めることになった。

## プログレッシブ・ロック
1970年、パトゥはタイムボックスのメンバーによって結成され、新しく立ち上げられたヴァーティゴ・レーベルと契約した。マフ・ウィンウッド (Muff Winwood)をプロデューサーに迎え、彼らはスタジオ・ライブによるファースト・アルバム『パトゥ』をレコーディングした。
1971年12月、パトゥは再びスタジオに入ってセカンド・アルバム『ホールド・ユア・ファイア』を録音した後、ヴァーティゴの名簿から落とされた。レコードの売り上げは低かったものの、彼らはエキサイティングなライブアクトで知られるようになっていった。イングランドでの自らのつながりを通じて、マフ・ウィンウッドはバンドとアイランド・レコードとで契約を結ばせることができ、1972年にアルバム『ローレン、スモーケン、プット・アナザー・ラインアウト』を録音した。
1973年、バンドは4枚目のアルバムの録音を開始した。マイク・パトゥは、今までのパトゥの楽曲よりも冷笑的なところをなくし、はるかに商業的な曲を書いた。その後に出来上がったアルバム『モンキーズ・バム』はリリースされなかった。オリー・ハルソールが不在で、各メンバーが他のプロジェクトに携わっていたため、マイク・パトゥはパトゥの解散を選択した。後にハルソールとは、ボクサーを結成することになる。
2009年、パトゥの楽曲「The Man」は、セス・ローゲンとアンナ・ファリスが主演する映画『オブザーブ・アンド・レポート』の予告編で使用され、映画のサウンドトラックには別の曲の「Sittin 'Back Easy」と一緒に収録された。

## メンバー
- マイク・パトゥ (Mike Patto) – ボーカル
- オリー・ハルソール (Ollie Halsall) – リード・ギター、アコースティックギター、ピアノ、ヴィブラフォン
- クライヴ・グリフィス (Clive Griffiths) – ベース
- ジョン・ハルシー (John Halsey) – ドラム

## ディスコグラフィ

### スタジオ・アルバム
- 『パトゥ』 - Patto (1970年)
- 『ホールド・ユア・ファイア』 - Hold Your Fire (1971年)
- 『ローレン、スモーケン、プット・アナザー・ラインアウト』 - Roll `em Smoke `em Put Another Line Out (1972年)
- 『モンキーズ・バム』 - Monkey's Bum (1995年) ※1973年録音だが、2017年まで承認されたリリースがなかった

### ライブ・アルバム
- Warts and All (2000年)